# Textilmusterarchiv

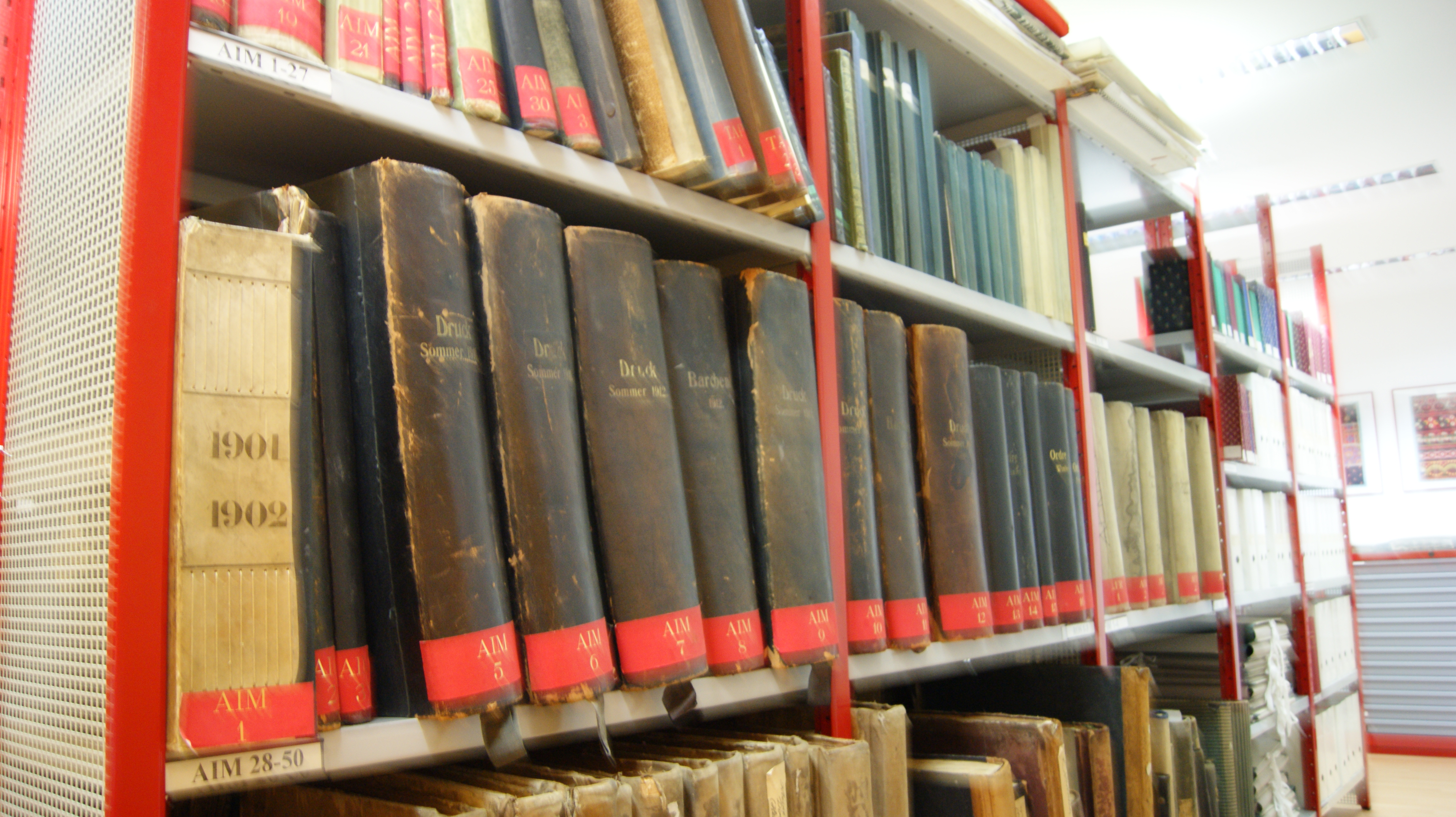
Musterbuchsammlung.

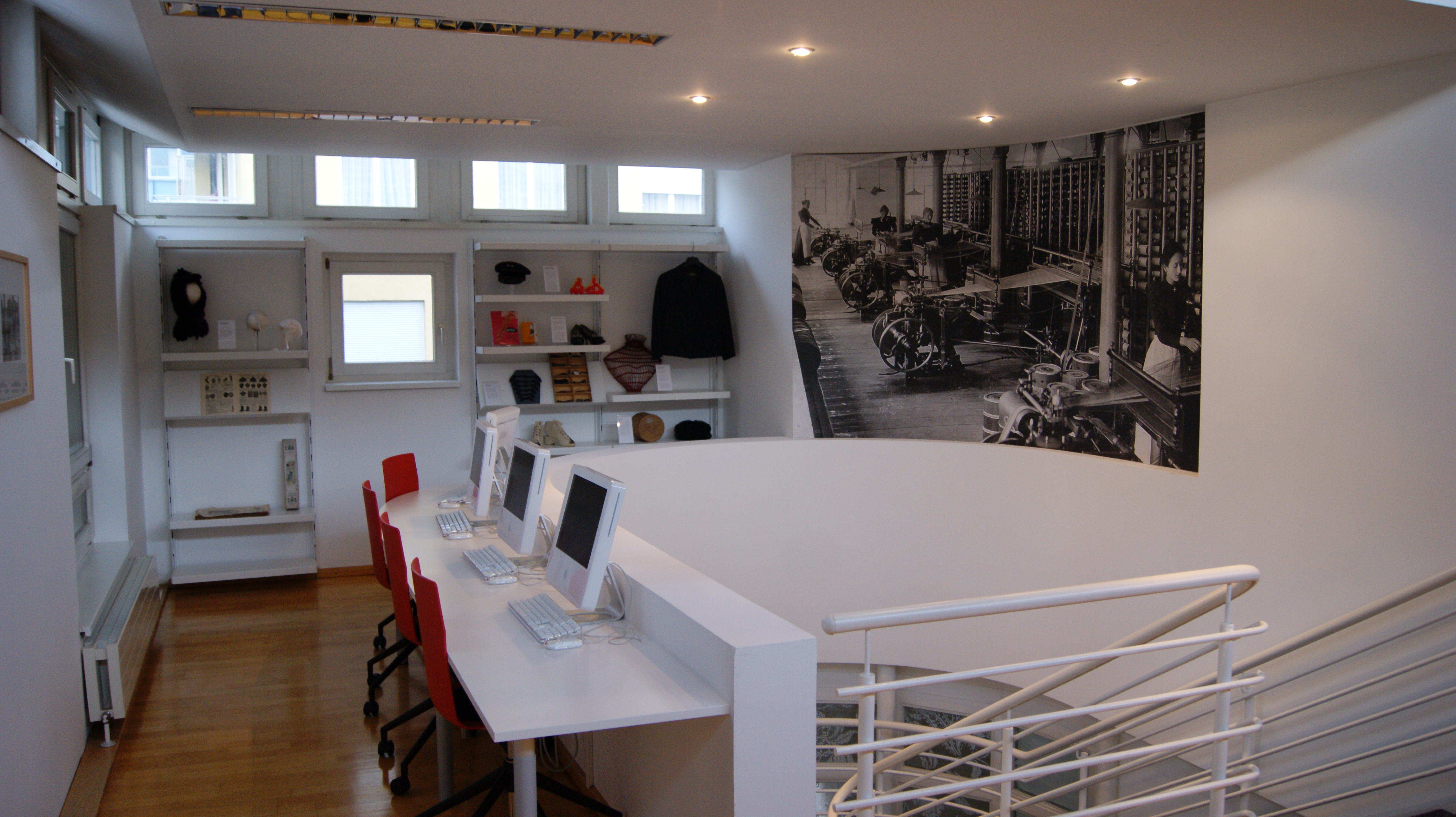
Arbeitsplätze.

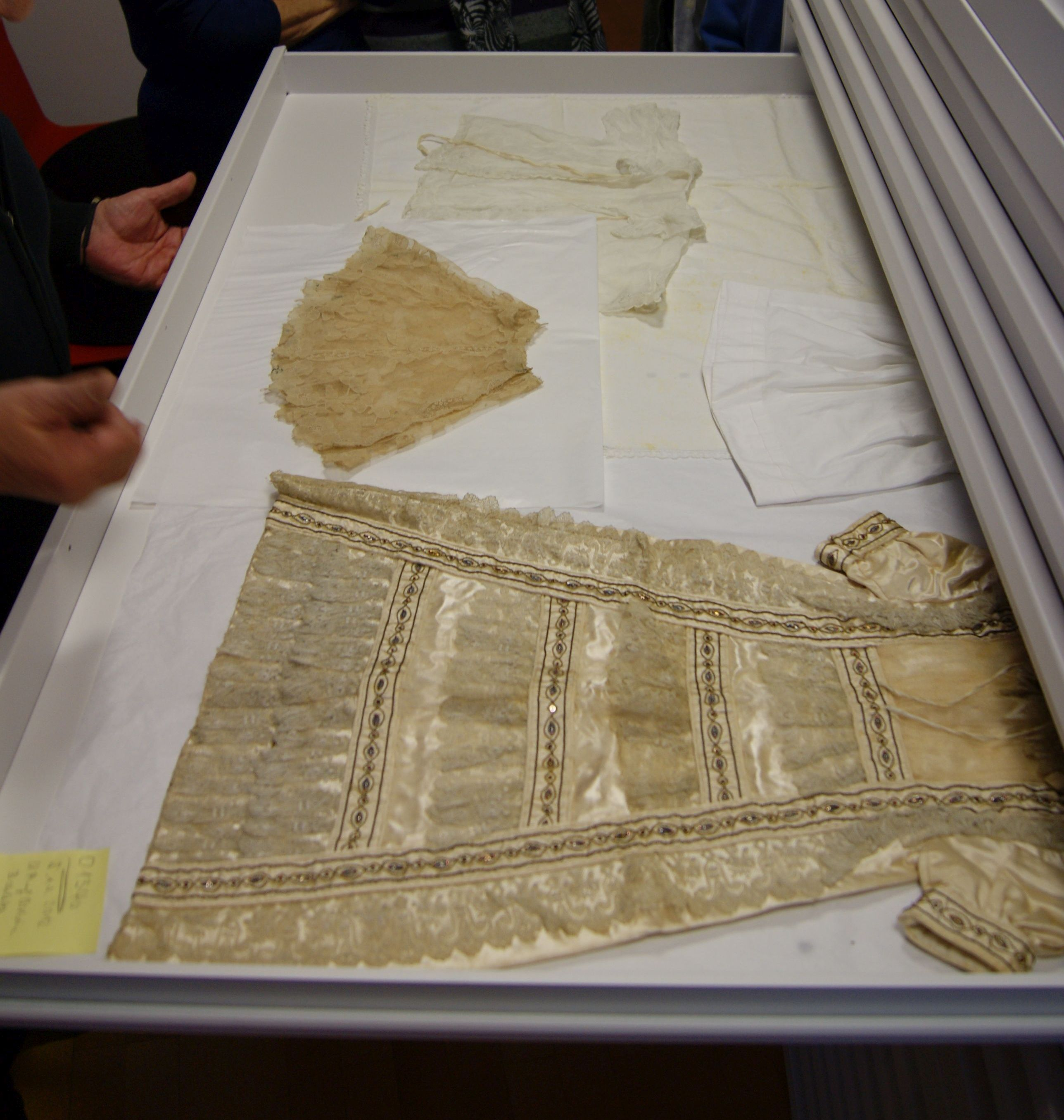
Kleidersammlung-Exponate.

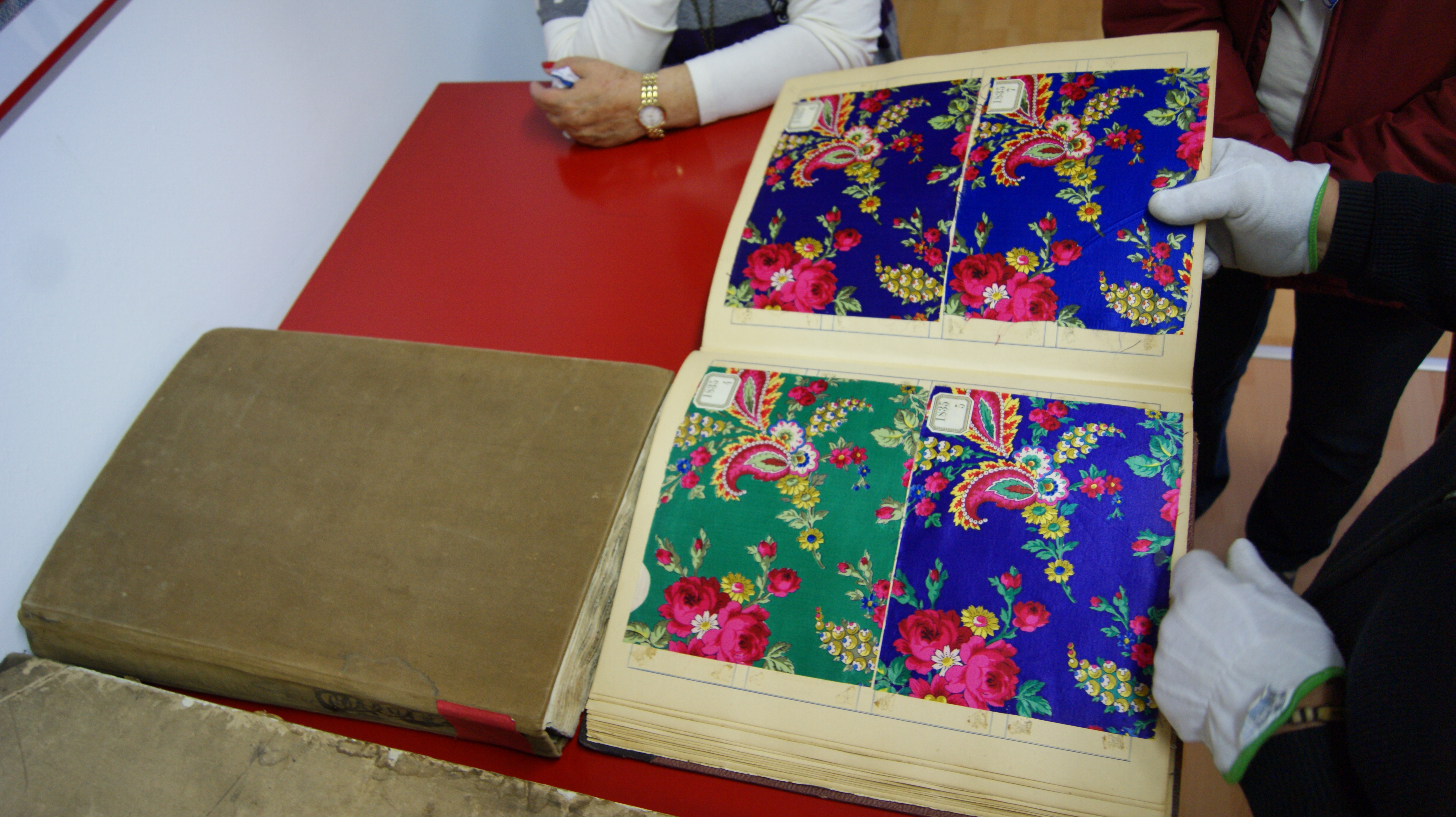
Textiles Muster.

Das Textilmusterarchiv (TMA) als Teil des Stadtmuseums Dornbirn beherbergt auf rund 600 m² Ausstellungsfläche mehr als 300 000 bedruckte Stoffmuster und Muster-Zeichnungen aus über 150 Jahren. Grundstock dieser Sammlung  bildet das nahezu vollständig erhaltene Textilmusterarchiv des 1993 in Konkurs gegangenen Unternehmens F. M. Rhomberg (gegründet 1834) und weiterer Textilunternehmen. Das Textilmusterarchiv des Stadtmuseums Dornbirn bildet einen Teil der Textil- und Textildesigngeschichte ab.

## Geschichte
Die Sammlung der Textilmuster, Musterbücher, textilen Grafiken, Model etc. wurde in der ersten Hälfte des 19. Jahrhunderts von verschiedenen Unternehmen in Vorarlberg begonnen.
1993 wurde das Firmenarchiv der Fa. F. M. Rhomberg teilweise unter Denkmalschutz gestellt und dadurch verhindert, dass einzelne Teile daraus verkauft werden.
Das Textilmusterarchiv wurde im Mai 2009 eröffnet.

## Sammlung
Die Sammlung umfasst Textilmuster von modischen und folkloristischen Alltagsstoffen der letzten 150 Jahre.  Dadurch zählt diese zu den bedeutenden Sammlungen dieser Art in Europa. 
Die 1993 vom Stadtmuseum in Dornbirn erworbene, thematisch geordnete, Sammlung besteht aus Kollektionen der Fa. F. M. Rhomberg und anderer Textilunternehmen aus Vorarlberg (Herrburger & Rhomberg aus Dornbirn, Carl Ganahl in Feldkirch, Jenny und Schindler aus Hard etc.), ergänzt durch Musterbücher aus ganz Europa. Die umfangreiche Grafiksammlung enthält Entwürfe, Gravur- und Rapportzeichnungen, Modelabdrucke, Kollektionsunterlagen, Modehefte und Plakate. Die Bestände werden laufend erweitert.

## Zugang und Benutzung
Der Zugang zu den Exponaten für innovative Projektarbeiten, Diplomarbeiten, Dissertationen, Designern, Restauratoren etc. wird nach Möglichkeit eingeräumt.
Das Textilmusterarchiv steht auf Anfrage zur Besichtigung und wissenschaftlichen Arbeit zur Verfügung. Es befindet sich in der Marktstraße 12a in Dornbirn und es bestehen keine regelmäßigen Öffnungszeiten. Der Besuch ist aus konservatorischen Gründen nur unter Aufsicht und Voranmeldung möglich. 
Das Textilmusterarchiv wird von der Stadt Dornbirn getragen und steht unter der Aufsicht von Petra Zudrell.